# Pedró del Pontarró
Pedró del Pontarró és un antic pedró i un paratge del terme municipal de l'Estany, a la comarca del Moianès. És una obra inclosa a l'Inventari del Patrimoni Arquitectònic de Catalunya. Està situat a prop i a migdia del Molí del Grau, a ponent de la Mina, a prop i a llevant de l'extrem nord-est del nucli urbà del poble de l'Estany, a llevant de la carretera C-59.

## Descripció
Padró de tres metres d'alçada sobre el qual s'hi ha construït una capelleta que té a dins un relleu representant el calvari amb Crist i les dues Maries, els dos lladres. Al fons s'albira la ciutat de Jerusalem. Una capa de cal que cobreix aquest monument fa perdre molt de la seva vàlua artística. L'origen d'aquest padró és també miraculós.

## Història
El 21 de març de l'any 1668, tornava de Barcelona en Guillem de Rocafort, i com fos de nit, va caure en barranc obert per a eixugar l'Estany. Ple d'espant, ens diu aquest senyor, en un pergamí signat per ell i que es conserva a la casa senyorial de Rocafort, vaig invocar la protecció de la Mare de Déu de l'Estany, prometent-li la celebració d'un Ofici i erigir un monument que perpetuï la memòria del greu perill de que ell m'havia deslliurat i del qual havia sortit sense el més petit dany.